# Extranormal
Extranormal (pelo nome da temporada atual: ΞX+RΛNORMΛL El Origen) é um programa de televisão mexicano na TV Azteca baseado no esotérico, sobrenatural, milagroso e paranormal, Samantha Arteaga apresenta as investigações realizadas por Joe Herrera, sempre orientados por especialistas em paranormalidade Octavio Elizondo (harmonizador e especialista em metafísica), Miriam Verdecía (harmonizador) e Luisa Cárdenas (médium e vidente), e em temporadas anteriores Laura Rivas (paranormal investigador e espiritualista).
Essas investigações são realizadas dentro ou fora do México, em lugares onde há manifestações fantasmagóricas, algum evento paranormal, eventos religiosos classificados como eventos demoníacos.
O programa é o mais reconhecido em língua espanhola e em toda a América Latina, em questões paranormais e é considerado uma verdadeira referência no meio esotérico, goza de grande aceitação no México, Estados Unidos, Guatemala, Argentina, Chile, Venezuela, Honduras, Costa Rica, Peru e Colômbia.
1. ↑  «El Origen, la nueva temporada de Extranormal. | Extranormal - YouTube». www.youtube.com. Consultado em 24 de março de 2022

- «Sítio oficial» da Extranormal
- Extranormal no Instagram
- Extranormal no Facebook
- Extranormal no X
- Extranormal no YouTube